# Rudolf Bock (Physiker)
Rudolf Martin Bock (* 21. Mai 1927 in Mannheim; † 9. April 2024 in Darmstadt) war ein deutscher Experimentalphysiker, der sich insbesondere mit Kernphysik und Schwerionenphysik beschäftigte.

## Leben
Bock studierte Physik an der Universität Heidelberg, wo er 1958 mit einer von Walther Bothe betreuten Dissertation am Max-Planck-Institut für medizinische Forschung promovierte. Danach war er am Max-Planck-Institut für Kernphysik in Heidelberg und ab 1967 Professor an der Universität Marburg. 1970  war er Gründungsmitglied der Gesellschaft für Schwerionenforschung (GSI) in Darmstadt (und war einer von deren Direktoren) und forschte am Schwerionenbeschleuniger der GSI. 1995 emeritierte er, arbeitete aber weiter in dem von ihm initiierten Forschungsprogramm zur Trägheits-Kernfusion mittels Schwerionenbeschleunigern.
Seit 1979 war er „Auswärtiges Wissenschaftliches Mitglied“ des Max-Planck-Instituts für Kernphysik, 2000 wurde er Ehrendoktor der Johann Wolfgang Goethe-Universität Frankfurt am Main. 2011 wurde er zum Mitglied der Academia Europaea gewählt.

## Schriften
- Rudolf Bock, Günter Herrmann, Günter Siegert: Schwerionenforschung: Beschleuniger, Atomphysik, Kernphysik, Kernchemie, Anwendungen. Wissenschaftliche Buchgesellschaft, Darmstadt 1993, ISBN 3-534-09650-9.